# محدودیت رشد درون‌رحمی
محدودیت رشد درون‌رحمی یا IUGR (به انگلیسی: Intrauterine growth restriction) یکی از عوارض شایع بارداری است که جنین در رحم مادر با سرعت کمی رشد می‌کند و در سونوگرافی‌ها وزن جنین زیر صدک دهم نسبت به سن بارداری، گزارش می‌شود. دلایل زیادی باعث به وجود آمدن این شرایط می‌شوند اما مهم‌ترین دلایل آن تغذیه نامناسب مادر یا نرسیدن اکسیژن کافی به جنین می‌باشد؛ بنابراین در محدودیت رشد داخل رحمی نوزاد تا زمان زایمان به خوبی و به اندازه کافی رشد نکرده است. حداقل ۶۰٪ از ۴ میلیون مرگ نوزادی که هر ساله در سراسر جهان اتفاق می‌افتد، به دلیل وزن کم نوزاد در هنگام تولد است که ناشی از محدودیت رشد داخل رحمی، زایمان زودرس و ناهنجاری‌های ژنتیکی می‌باشد. این موضوع اهمیت تغذیه مناسب و مراقبت در دوران بارداری را نشان می‌دهد.

## دلایل ایجاد
همان‌طور که قبلاً هم اشاره کردیم دلایل مختلفی منجر به کم وزنی نوزاد هنگام تولد می‌شودکه عبارتند از:
- وزن و وضعیت تغذیه‌ای مادر پیش از بارداری
- افزایش وزن نامناسب در دوران بارداری
- تغذیه نامناسب
- کم خونی
- مصرف الکل یا مواد مخدر در طول بارداری و پیش از آن
- سیگار کشیدن مادران
- فاصله زمانی کوتاه بین دو بارداری
- دیابت پیش از حاملگی
- دیابت بارداری
- بیماری‌های ریوی
- بیماری قلب و عروقی
- بیماری کلیوی
- فشار خون
- بیماری سلیاک
- اختلال یا بیماری لخته شدن خون (فاکتور V لیدن)
- پره اکلامپسی
- حاملگی‌های زیاد
- ناهنجاری‌های رحم
- نارسایی جفت
- ناهنجاری‌های کروموزومی در جنین
- عفونت‌های منتقل‌شده به جنین
- اریتروبلاستوز جنینی
- ناهنجاری‌های مادرزادی

## علائم
علامت اصلی این بیماری این است که در هر زمان از بارداری بخصوص در سه‌ماهه سوم وزن نوزاد کمتر از وزن ۹۰ درصد نوزادان در سن حاملگی مشابه می‌باشد. علائم محدودیت رشد داخل رحمی بعد از تولد نیز به شکل زیر می‌باشند:
- کودک در کل خیلی کوچک به نظر می‌رسد.
- پوست کودک نازک و کم رنگ است.
- پوست کودک خشک و شل می‌باشد.
- بند ناف نازک و کدر است.[۸]

## نحوه درمان
هیچ رژیم یا داروی خاصی برای زنان مبتلا به IUGR وجود ندارد. تنها کاری که می‌توان انجام داد این است که در طول بارداری، پزشک با دقت بارداری شما را کنترل کند و با سونوگرافی داپلر جریان خون بند ناف را به‌طور مکرر بررسی می‌کند. ممکن است به شما داروهایی برای بهبود جریان خون به جفت یا اصلاح مشکل تشخیص داده شده نیز داده شود. همچنین برخی استروئیدها مانند بتامتازون برای سریع تر بالغ شدن ریه جنین تجویز می‌شود. در صورت محدودیت رشد داخل رحمی پیشرفته مادر باید در بیمارستان بستری شود تا پزشک بتواند از نزدیک رشد نوزاد را تحت نظر داشته باشد.
اگر محیط داخل رحم شما ضعیف باشد و جنین نتواند به خوبی رشد کند، در هفته ۳۲ تا ۳۴ حاملگی ممکن است ختم بارداری اعلام شود. هنوز مشخص نشده است که استراحت مطلق بتواند نتایج را بهبود بخشد و بنابراین زیاد توصیه نمی‌شود. مادرانی که محدودیت رشد داخل رحمی در جنین آنها تشخیص داده می‌شود می‌توانند از استراتژی‌های مدیریت مبتنی بر روش‌های نظارت و زایمان استفاده کنند. یکی از این تکنیک‌های نظارت، داپلر شریان ناف است. نشان داده شده است که این روش خطر ابتلا و مرگ و میر را قبل و بعد از زایمان در بیماران IUGR کاهش می‌دهد.
زمان زایمان نیز یک استراتژی مدیریتی است و براساس پارامترهای جمع‌آوری شده از داپلر شریان ناف مانند شاخص ضربان شریانی و شاخص مقاومت و سرعت‌های دیاستولیک نهایی که به معنی اندازه‌گیری گردش خون جنین است، تنظیم می‌شود.
جستارهای وابسته
- باروری